# Lesquin
Lesquin è un comune francese di 6 362 abitanti situato nel dipartimento del Nord nella regione dell'Alta Francia. A Lesquin si trova l'aeroporto internazionale più importante della regione Alta Francia.

## Società

### Evoluzione demografica
Abitanti censiti